# ROXY Birsfelden
Das ROXY Birsfelden ist ein ehemaliges Kino, das heute als Kultur- und Begegnungszentrum dient. Es ist ein Veranstaltungs- und Produktionsort für freies und zeitgenössisches Theater und für die Tanz- und Performanceszene.

## Gebäude

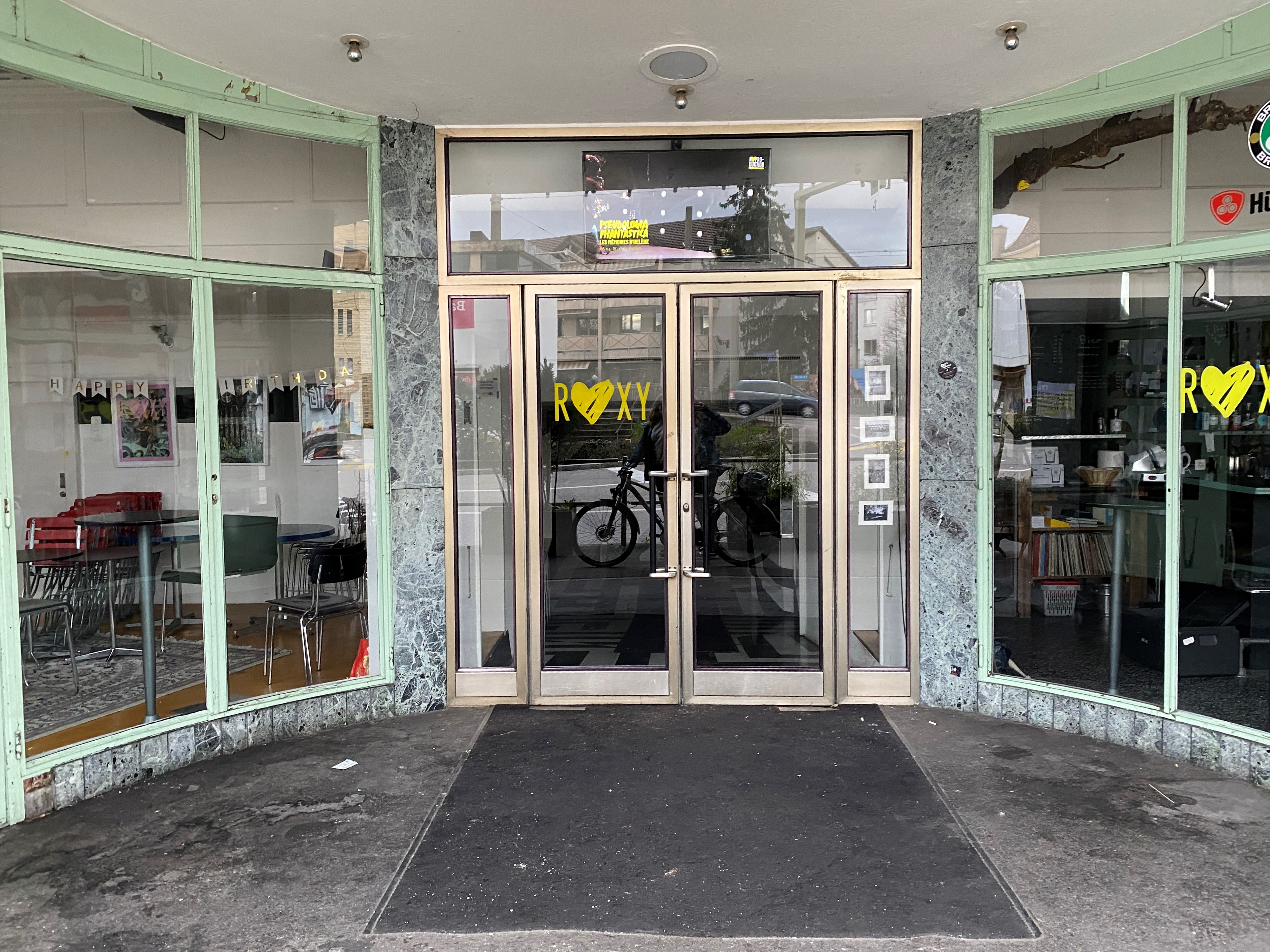
Haupteingang mit Ladenschaufenstern auf beiden Seiten.

Der längsrechteckige Baukörper besteht aus einem Wohn- und Geschäftshaus mit Walmdach und einem rückwärtigen, flachgedeckten Saalbau. Jener wird von einer Werkstatt im Erdgeschoss und weiteren Nebenräumen umgeben. Der Eingang zum Wohntrakt ist überdacht, und die massive Holztüre mit querliegenden Glasfeldern stammt noch aus der Bauzeit.
Auf der Seite zur Strasse hin steht die dreiteilige Eingangspartie des ehemaligen Kinos. In der Mitte befindet sich der Haupteingang mit einem eleganten Vordach, das sich seitlich bis über die beiden Ladenschaufenster zieht. Dadurch ergibt sich ein halbovaler, gedeckter Vorplatz, der Zutritt zu den Ladenlokalen gewährt. Das Vordach und die zweiflüglige Eingangstüre stammen vom Umbau von 1954. Die Schaufenster und die Türen der Lokale stammen noch von 1927. Über eine abfallende Rampe schreitet man vom Haupteingang aus zum breiten Foyer und von zwei Eingängen aus hinein in den eigentlichen Kinosaal, der heute als Bühne mit Loge dient.
Seit 2008 steht das Gebäude unter Denkmalschutz.

## Geschichte

### Bau des Cinema und erste Jahre
Das Gebäude wurde 1926 nach Plänen des Architekten Wilhelm Zimmer errichtet und ein Jahr später unter dem Namen «Lichtspiele Birsfelden» eröffnet. Nach der Idee des Architekten wurde eine Kombination von Wohnhaus mit rückwärtigem Saalanbau entworfen. Das Kino galt für seine Zeit als modern aufgrund der doppelten Lichtanlage und der Zentralheizung, die eine Sensation war.
Die Erfindung der Tonfilme führte dazu, dass das Lichtspieltheater eines der modernsten Kinos der Schweiz wurde. Während des Ersten Weltkriegs litt auch das Kino an mangelnden Zuschauerzahlen, sodass das Lokal jeweils montags geschlossen blieb. Zusätzlich durften auch keine englischen Filme mehr gezeigt werden. Bei einem Alarm mussten die Zuschauer im Saal bleiben, und das Licht wurde ausgestellt.

### Umbau in den 1950er Jahren
Im Jahr 1950 wurde das Unternehmen von Max Gass-Seitz aufgekauft, der einige Jahre später eine Modernisierung durchführen liess. Der erste Umbau des Kinos fand 1954 statt, wobei auch technische und kinematographische Einrichtungen auf den neusten Stand gebracht wurden. Das neu eröffnete Kino bekam den Namen «Kino ROXY», basierend auf dem Übernamen eines amerikanischen Showbusinesskönigs, der 1927 das damals grösste Kino in New York eröffnete.
Durch den Standort im Kanton Baselland hatte das Kino einen grossen Vorteil. Während Basel-Stadt die Vorführung von freizügigen Filmen verbot, galt dieses Verbot in Baselland und somit in Birsfelden nicht. So bekam das Kino Roxy eine grosse Anzahl an Zuschauern, trotz des ursprünglichen Aufschreis aufgrund der Ticketpreiserhöhung. Jedoch ging auch dieser Ansturm vorbei, und die Konkurrenz wurde zu stark. Bis 1986 blieb das Kino im Besitz der Familie Gass, danach wurde es geschlossen und kam in den Besitz der Neuapostolischen Kirche.

### ProjektKulturraum Roxyin den 1990er Jahren
Als das Gebäude im Jahr 1992 zum Verkauf stand, gründeten Ueli Kaufmann, Christoph Rudin und Sylvia Scalabrino den Verein Kulturraum Roxy mit dem Ziel, das Gebäude zu kaufen. Dies wurde 1994 dank der finanziellen Unterstützung von Privatpersonen, der Gemeinde Birsfelden und des Lotteriefonds Basel-Landschaft auch erreicht. So konnte das Theaterhaus in Birsfelden nach einer zweimonatigen Umbauzeit am 21. Oktober 1994 eröffnet werden. Der Betrieb ist hauptsächlich ehrenamtlich, wobei die Vorstandsmitglieder eine wichtige Rolle spielen. Der Kanton und die Gemeinde unterstützten die Spielstätte von Beginn an. So übernahm der Kanton Baselland zum Beispiel die Miete für zehn Monate im Jahr. In dieser Zeit konnten ausgewählte, regionale Tanz- und Theatergruppen ihre Projekte produzieren und aufführen. Jeweils einen Monat organisierte der Verein Kulturraum Roxy Gastspiele von Tanz- und Theaterensembles aus der Schweiz und im anderen Monat stand das Haus der Gemeinde zur Verfügung für Vereinsanlässe und andere kulturelle Veranstaltungen. Im Jahr 1997 bezahlte der Kanton erstmals 30'000 Franken direkte Subventionen.